# 天主教維奧索教區
天主教維奧索教區（拉丁語：Dioecesis Viavsensis）是加納一個羅馬天主教教區，屬海岸角總教區。
教區成立於1999年12月22日，位於西部地區北部，2010年有教友190,419人（佔轄區總人口28.1%）、二十個堂區、三十名司鐸。現任教區主教為若瑟·方濟·奎庫·埃西恩。